# Georg Flegel

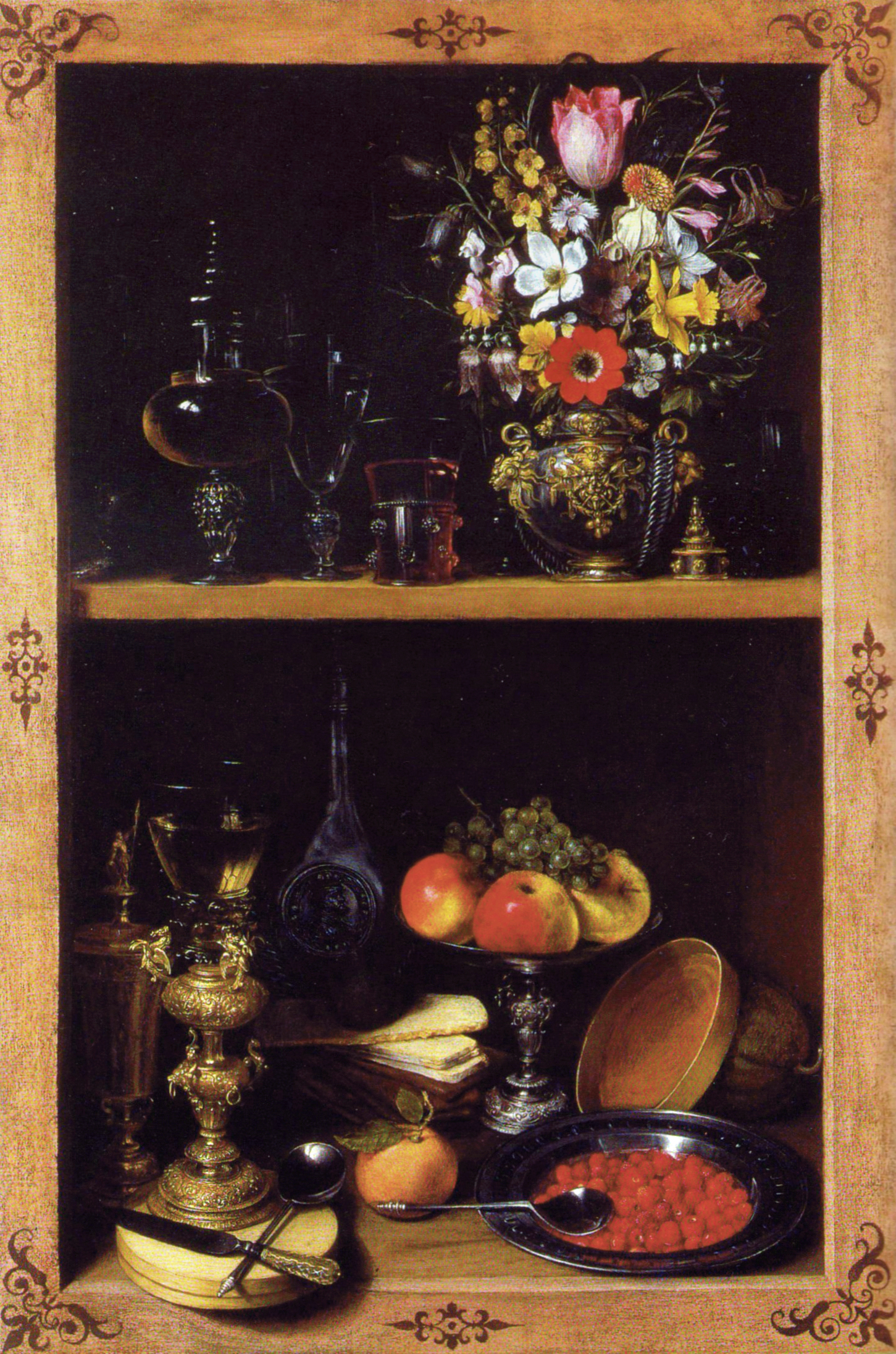
Mobile con ripiano, Praga, Národní Galerie

Georg Flegel (Olomouc, 1566 – Francoforte sul Meno, 23 marzo 1638) è stato un pittore e incisore tedesco, tra i primi artisti del suo Paese a dedicarsi alla pittura di nature morte.

## Biografia
Nacque in Moravia. Poche le notizie si conoscono sulla sua formazione, ma le reminiscenze della pittura del '400 fiammingo nelle sue opere fanno ipotizzare che sia avvenuta nei Paesi Bassi. Ebbe contatti con la bottega per pittore fiammingo Lucas van Valckenborch e si specializzò in pittura d'interni e di nature morte.
Le sue opere maggiori sono conservate nei musei di Colonia, di Darmstadt, di Kassel e di Monaco di Baviera,  al Metropolitan Museum di New York e alla Národní Galerie di Praga.

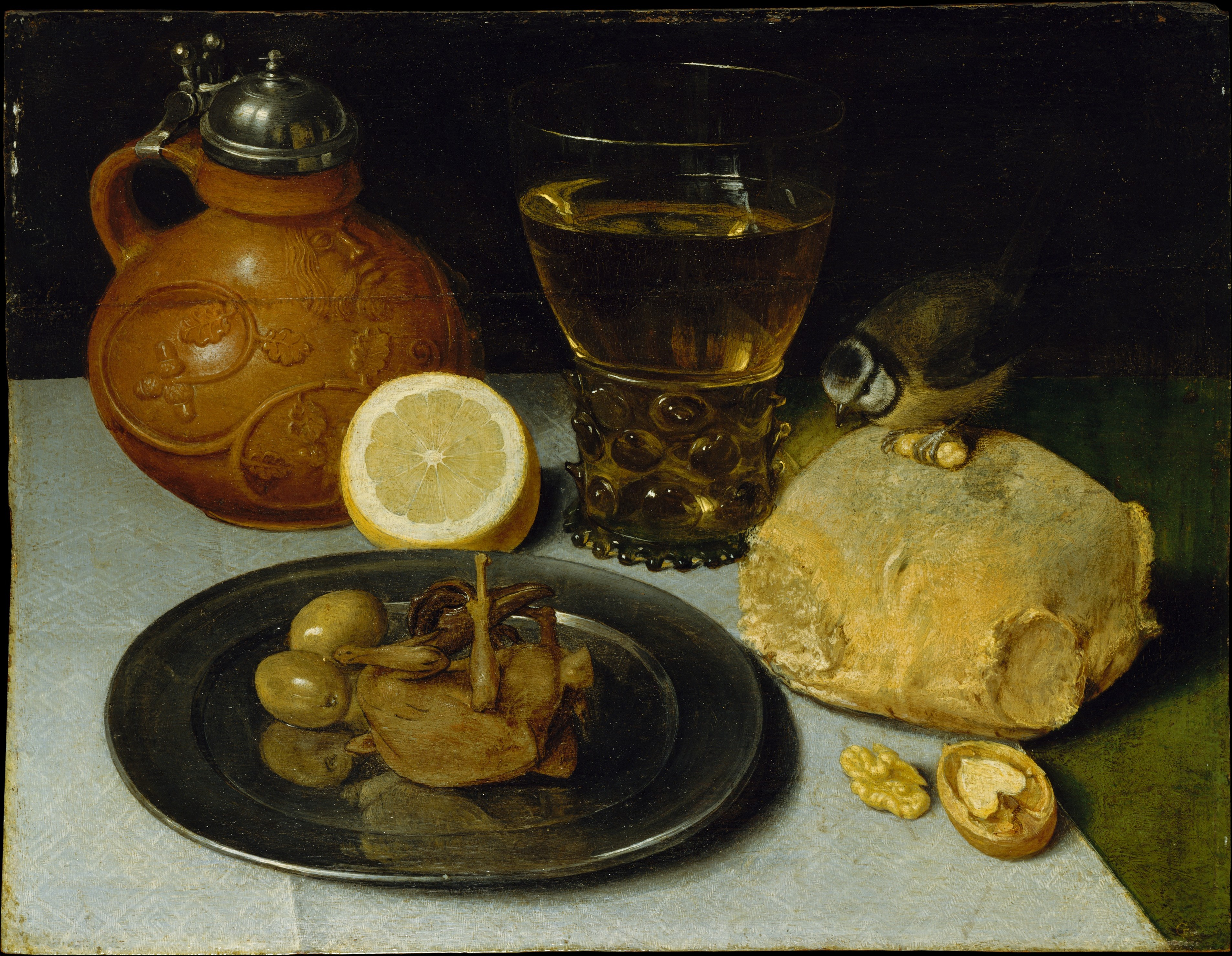
Natura morta con boccale Bellarmine (MET)